# Altica nigrina
Altica nigrina är en skalbaggsart som beskrevs av Csiki in Heikertinger och Csiki 1939. Altica nigrina ingår i släktet Altica och familjen bladbaggar. Inga underarter finns listade i Catalogue of Life.